# Свободное варьирование
Свобо́дное варьи́рование — отношение языковых единиц, которые в равной степени могут встречаться в некотором данном контексте, но не контрастируют друг с другом, то есть в результате замены одной из них на другую не возникает новое слово или предложение. Видоизменение единиц при свободном варьировании не обусловлено позицией, что отличает данное явление от аллоэмического варьирования, к примеру от позиционных аллофонов. Примерами свободного варьирования в русском языке могут служить дублеты ноль — нуль, калоша — галоша, лиса — лисица, а также варианты означающего окончания творительного падежа единственного числа в формах вроде рукой — рукою.
В отношении звуковых единиц языка свободным варьированием называют несмыслоразличительное варьирование звуков, обусловленное индивидуальными особенностями произношения, его диалектными или социолектными чертами. Таково, в частности, различие между твёрдым [ž:] и мягким [ž’:] в произнесении рус. визжать, вожжи. Отношение свободного варьирования звуковых единиц свидетельствует о том, что они принадлежат одной фонеме.

## В семантике
Понятие свободного варьирования может быть распространено на сферу семантики, однако для этого требуется несколько иное понимание контраста, опирающееся не на дистрибуцию, а на значение: контраст должен быть определён как различие значений, свободное варьирование — как их тождество. Более традиционным для семантики, однако, является термин «синонимия», а не «свободное варьирование».